# Чирирбандар
Чирирбандар (бенг. চিরিরবন্দর, англ. Chirirbandar) — город на севере Бангладеш, административный центр одноимённого подокруга. Площадь города равна 5,58 км². По данным переписи 2001 года, в городе проживало 5817 человек, из которых мужчины составляли 54,05 %, женщины — соответственно 45,95 %. Плотность населения равнялась 1042 чел. на 1 км². Уровень грамотности населения составлял 38,8 % (при среднем по Бангладеш показателе 43,1 %). 